# Inteligenčni količnik
Inteligenčni količnik (kratica IK, angleško Intelligence Quotient, IQ) je številčna vrednost, ki naj bi določala inteligentnost človeka. IK se določa s standardiziranimi testi. Rezultat je izražen kot normalizirano število, tako da je povprečni IK enak 100. Rezultat 115 bi pomenil nadpovprečno vrednost v isti starostni skupini. Testi so oblikovani tako, da so rezultati porazdeljeni po Gaussovi krivulji.

Včasih ga opredelimo tudi kot razmerje med mentalno starostjo in dejansko starostjo. Mentalna starost je inteligentnostna raven, ki ustreza povprečni inteligentnostni stopnji v določenem starostnem obdobju.
Organizacija Mensa je eno od združenj nadpovprečno inteligentnih ljudi. Vanjo se lahko včlani samo 2 % najbolj inteligentnih ljudi.